# Basílica de Notre-Dame de la Garde

‎
A Basílica de Notre-Dame de la Garde (literalmente: Nossa Senhora da Guarda), para os cidadãos de Marselha "la Bonne Mère" (a boa [santa] mãe), é uma basílica católica em Marselha, França, e a mais conhecida da cidade. É o local de uma popular peregrinação no Dia da Assunção e foi o local mais visitado de Marselha. Foi construída sobre as fundações de um antigo forte no ponto natural mais alto de Marselha, um afloramento de calcário de 149 m no lado sul do ‎‎Porto Velho de Marselha.

A construção da basílica começou em 1852 e durou 21 anos. Era originalmente uma ampliação de uma capela medieval, mas foi transformada em uma nova estrutura a pedido do Padre Bernard, o capelão. Os planos foram feitos e desenvolvidos pelo arquiteto Henri-Jacques Espérandieu. Foi consagrada enquanto ainda estava inacabada em 5 de junho de 1864.

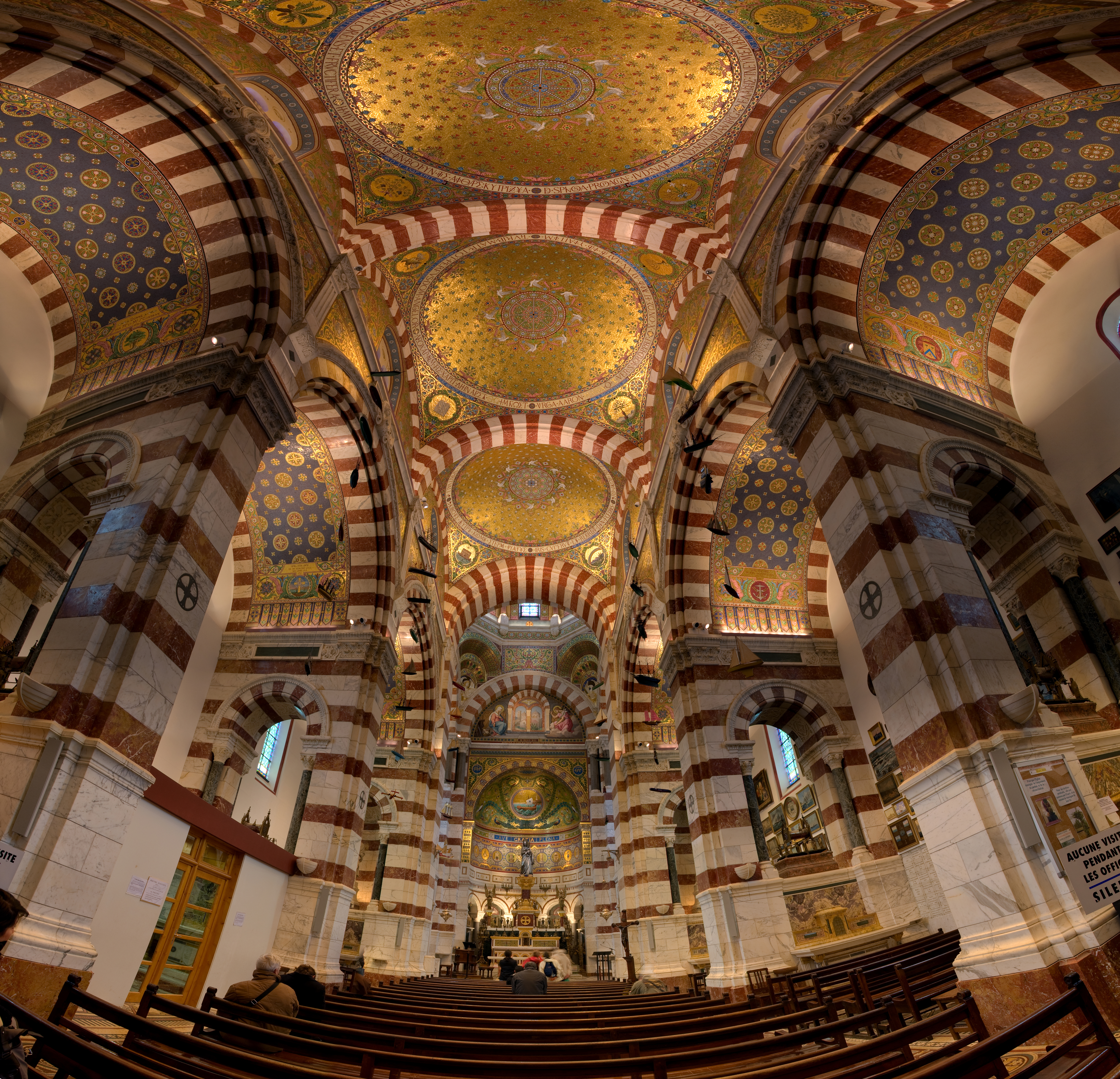
Basílica de Notre-Dame de la Garde